# Stewart Goodyear
Stewart Goodyear, né en 1978 à Toronto, est un pianiste et compositeur canadien. En 2010, âgé de 32 ans, il joue les 32 sonates de Beethoven en 9 soirées de récital,,,.

## Biographie
Stewart Goodyear a étudié au conservatoire royal de musique de Toronto.